# 반파 유적

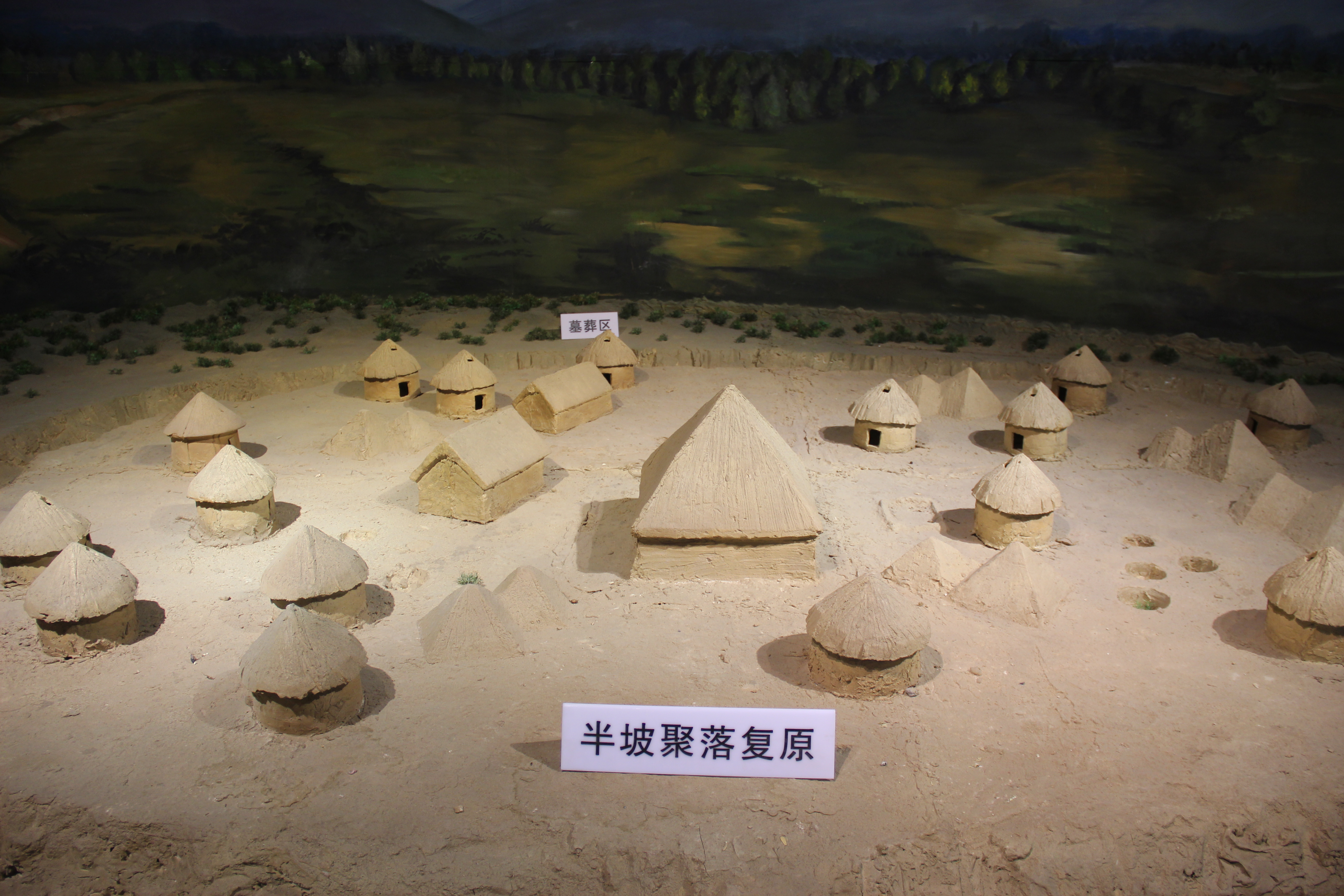
반파 유적

반파 유적(半坡 遺址)은 산시성 시안시 바차오구에 있는 신석기 시대 앙소 문화 유적으로 방사성 탄소 연대 측정에 의하면 기원전 4700년부터 기원전 3600년 사이에 해당하는 강채(姜寨)를 비롯해 잘 보존된 몇몇 주거지 유적이 그 특징이다. 면적은 5-6헥타르로 방어용 해자로 추정되는 길이 5-6m의 구조물로 둘러싸여 있다. 가옥은 원형으로 바닥은 진흙과 목재로, 지붕은 짚으로 되어 있다. 집단 매장의 흔적도 있다.

## 같이 보기
- 중국의 신석기 시대 그림 문자